# (2159) Kukkamäki
(2159) Kukkamäki es un asteroide perteneciente al cinturón de asteroides, descubierto el 16 de octubre de 1941 por Liisi Oterma desde el Observatorio de Iso-Heikkilä, en Turku, Finlandia.

## Designación y nombre
Designado provisionalmente como 1941 UX. Fue nombrado Kukkamäki en honor al doctor en geodesia finés Tauno Johannes Kukkamäki.